# Heinrich Olszak
Heinrich Olszak (* 11. Juli 1887 in Schönhof; † 1. April 1940 im KZ Mauthausen) war ein deutsch-österreichischer römisch-katholischer Geistlicher und Märtyrer.

## Leben
Heinrich Olszak wurde als Untertan der Habsburgermonarchie bei Friedeck und Mährisch-Ostrau in Österreichisch-Schlesien geboren, wo deutsch, tschechisch und polnisch gesprochen wurde. Kirchenrechtlich gehörte er zum österreichischen Anteil des Bistums Breslau. Nach dem Theologiestudium am Priesterseminar in Weidenau wurde er am 19. Juli 1911 zum Priester geweiht. Die Stationen seines Wirkens waren Ober Bludowitz, Czechowitz und Freistadt (1918–1928). 1928 kam er nach Trynietz und übernahm am 1. September 1933 die Pfarrei.
Wegen seiner Kritik am Überfall auf Polen wurde er am 2. September 1939 von der Gestapo festgenommen und kam über das Lager Skrochowitz (bei Troppau), das Gefängnis in Rawitsch und das KZ Buchenwald in das KZ Mauthausen. Dort starb er am 1. April 1940 an der erlittenen Folter.

## Gedenken
Die Römisch-katholische Kirche in Deutschland hat Heinrich Olszak als Märtyrer aus der Zeit des Nationalsozialismus in das deutsche Martyrologium des 20. Jahrhunderts aufgenommen.